# Kfz-Kennzeichen (Ghana)

Ghanaisches Kfz-Kennzeichen

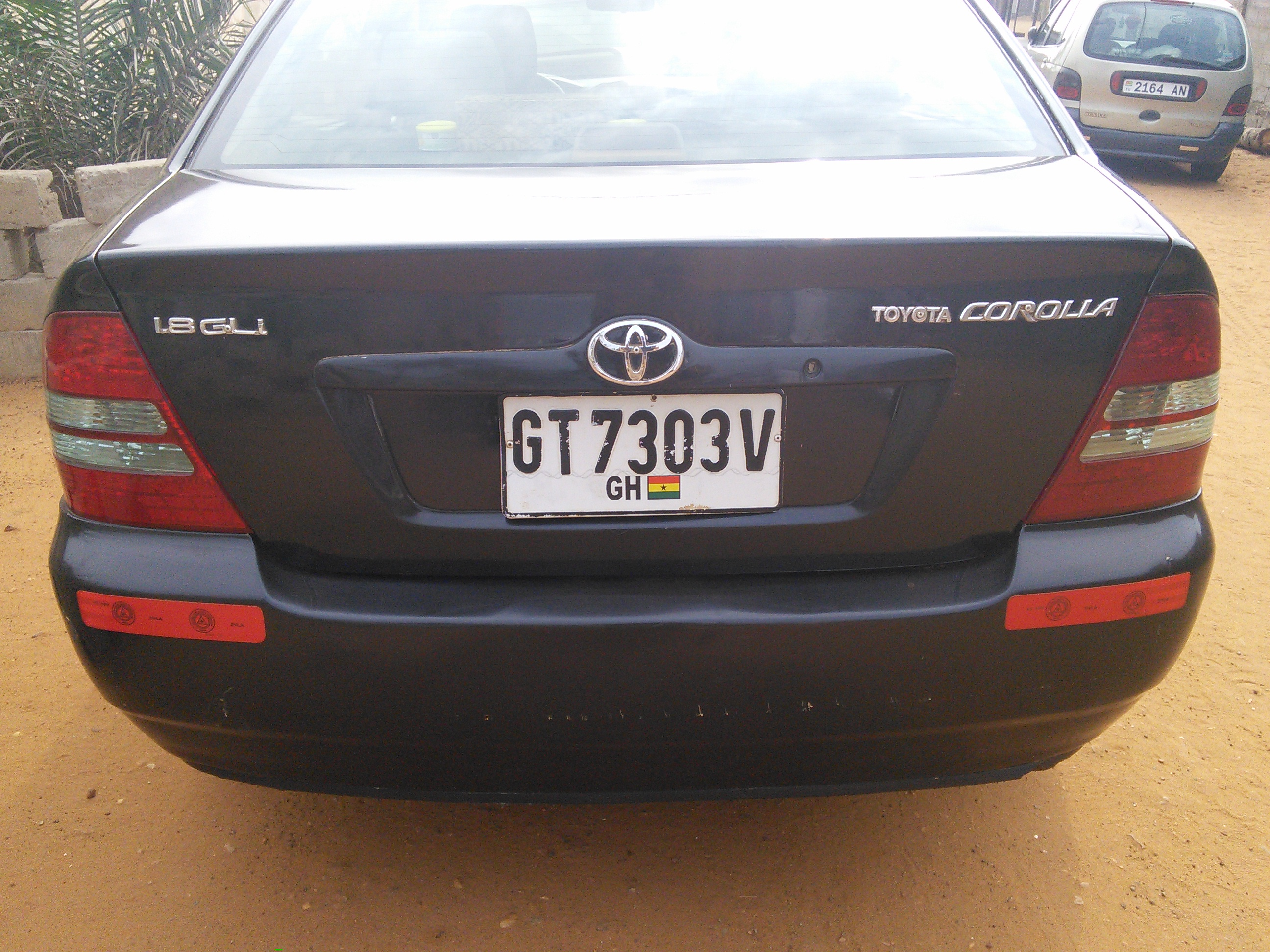
Kennzeichen im US-Format

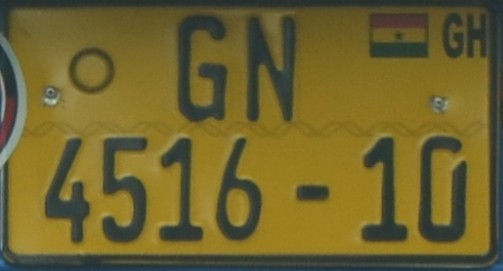
Kennzeichen für gewerbliche genutzte Fahrzeuge

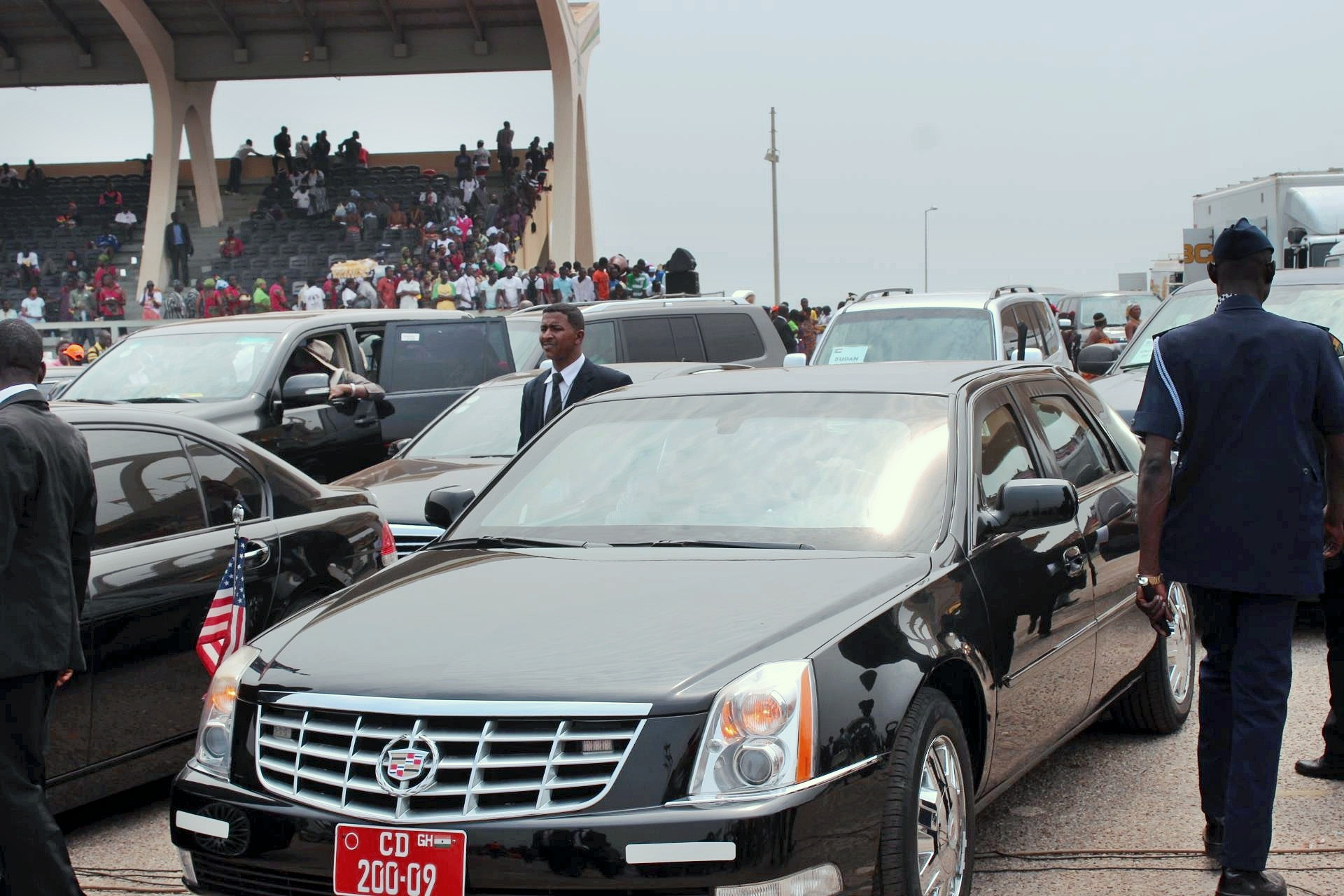
Diplomatenkennzeichen

Ghanaische Kfz-Kennzeichen sind weiß mit schwarzer Schrift. Kennzeichen von gewerblich genutzten Fahrzeugen besitzen einen gelben Hintergrund.

## Aufbau
Die ghanaischen Kraftfahrzeugkennzeichen bestanden bis 2008 aus einem Kürzel für die Region, einer bis zu vierstelligen Zahl und einem Buchstaben, der das Zulassungsjahr kennzeichnete.
Ab dem Jahr 2009 fehlt der Buchstabe für das Zulassungsjahr. An seine Stelle traten ein Bindestrich und eine zweistellige Zahl, die die letzten beiden Ziffern des Zulassungsjahres angibt, z. B. GR 3262 - 10 (Zulassung im Jahr 2010).
Rechts oben befindet sich die Nationalflagge Ghanas und darunter das Nationalitätszeichen GH.
Diplomatenkennzeichen besitzen einen roten Hintergrund, weiße Aufschrift und die Buchstaben CD.

## Kürzel
| Region                              | Buchstabenkombinationen |
| ----------------------------------- | --- |
| Greater Accra Region                | AA, AB, AC, ACA, ACB, ACC, ACD, ACE, AD, AE, AF, AFA, AFB, AFC, AFD, AG, AM, ATA GE, GF, GG, GL, GM, GO, GR, GS, GT, GW, GX, GZA TRA, TRB |
| Ashanti Region mit Kumasi           | AH, AK, AN, AR, ARA, ARB, ARC, ARD, AS, ASA, AT, AW, GK, GY                                                                               |
| Brong Ahafo Region mit Sunyani      | BA |
| Central Region mit Cape Coast       | CP, CR, CRA |
| Eastern Region mit Koforidua        | EP, ER, ERA, EW |
| Western Region mit Sekondi-Takoradi | GJ, WE, WP, WR, WRA |
| Northern Region mit Tamale          | NG, NP, NR, NRA, NT |
| Volta Region mit Ho                 | TV, VR |
| Upper East Region mit Bolgatanga    | UE, URA |
| Upper West Region mit Wa            | UR, UW, UWR |
| Diplomatisches Corps                | CD |
| Regierung                           | GGV, GV, GVA, GVB, GVC, GVD |
| Polizei                             | GP |
| Gefangenentransport                 | PS |